# Charles Talbot (1er baron Talbot)
Pour les articles homonymes, voir Talbot (homonymie) et Charles Talbot.
Charles Talbot, 1er baron Talbot, (1685 - 14 février 1737) est un avocat et un homme politique britannique. Il est Lord grand chancelier de 1733 à 1737.

## Biographie
Il est le fils aîné de William Talbot (évêque), évêque de Durham, descendant de John Talbot (1er comte de Shrewsbury). Il étudie au Collège d'Eton et à l'Oriel College, à Oxford, et devient membre du All Souls College en 1704. Il est admis au barreau en 1711 et, en 1717, nommé procureur général du prince de Galles. Élu membre de la Chambre des communes en 1720, il devient solliciteur général en 1726. En 1733, il est nommé lord chancelier et élevé à la pairie avec le titre de lord Talbot, baron de Hensol, dans le comté de Glamorgan.
Il se révèle un juge compétent en matière d'équité pendant les trois années de son poste du Woolsack. Parmi ses contemporains, il jouit de la réputation d'un bon esprit; il est l'un des mécènes du poète James Thomson qui, dans The Seasons rend hommage à l'un de ses fils dont il est tuteur; Joseph Butler dédie sa célèbre analogie à Talbot, tout comme l'édition d'Épictète d'Upton. Le titre qu'il porte découle du domaine Hensol à Pendoylan, dans le Glamorgan, qui lui est parvenu par l'intermédiaire de son épouse .
Après une maladie au cours de laquelle le roi et la reine se renseignent chaque jour sur son état de santé, Talbot meurt le 14 février 1737 chez lui à Lincoln's Inn Fields.
Il est l'un des auteurs de l'opinion sur l'esclavage "Yorke – Talbot". On cherche alors à déterminer la légalité de l'esclavage. Talbot et Philip Yorke (1er comte de Hardwicke) estiment qu'il est légal. L'avis est largement invoqué avant la décision de Lord Mansfield dans l'affaire Somersett.

## Famille
Il épouse, à l'été 1708, Cecil Mathew (décédée en 1720), fille de Charles Mathew de Castell et Mynach, Glamorganshire, et petite-fille et héritière de David Jenkins de Hensol. Là, il construit un manoir de style tudor, appelé le château. Ils ont cinq fils, dont trois lui ont survécu. Son deuxième fils, William (1710-1782) lui succède.